# Andreu de Bofarull i Brocà
Andreu de Bofarull i Brocà (Reus, 26 de març de 1810 - Reus, 13 d'octubre de 1882) va ser un historiador, publicista i arxiver català.

## Biografia
Fill de Francesc de Bofarull, nebot de Pròsper de Bofarull i Mascaró i germà d'Antoni de Bofarull i Brocà va estudiar a les Escoles Pies de Reus i al Seminari Conciliar de Tarragona, i feu la carrera d'advocat a la Universitat de Cervera. Va exercir d'advocat a Reus, però molt poc temps. Diu Joaquim Santasusagna, historiador literari reusenc, que l'atreia més la investigació històrica i la literatura, i a això es va dedicar. El 1845 accedí com a soci de mèrit a la Societat Arqueològica Tarraconense. El 2 d'octubre de 1863 va ser nomenat per l'ajuntament arxiver municipal de Reus a instància seva i sense demanar sou ni gratificacions i el 1867 va tenir a més el càrrec de bibliotecari municipal i oficial segon de secretaria. Per als tres càrrecs cobrava de l'ajuntament un sou de vint-i-quatre escuts, i no voler mai que l'augmentessin perquè no fes goig a algú i el volgués suplantar per influència política. Quan Bofarull va morir el va succeir en el càrrec d'arxiver i bibliotecari l'advocat Josep Montaner. Va ser soci del Centre de Lectura de Reus i representant local a l'Associació Catalanista d'Excursions Científiques.
Va promoure diverses publicacions periòdiques. El 1843 va fundar juntament amb Pere Gras i Marià Fonts el diari El Juglar, primer diari de teatre de Catalunya. El 1844 va fundar el Diario de Reus de Avisos y Noticias que durà fins al 1845, i que el 1859 tornà a sortir amb el nom de Diario de Reus.
Les seves obres principals són Anales Históricos de Reus (Reus: Pere Sabater, 1845-1846, amb una 2a edició ampliada el 1866, on va incorporar informació de la documentació consultada a l'Arxiu Municipal per la seva feina d'arxiver), Memorias históricas de Salou (Reus: Pere Sabater, 1846); Poblet, su origen belleza, curiosidades, recuerdos históricos y destrucción (Tarragona: A. Boix Hermano y Comp., 1848, amb diverses reimpressions); Reus en el bolsillo (Reus: Imprenta y librería de Angel Camí y José Arnavat, 1851); Guía de Reus (Reus: Imprenta y librería de Juan Bautista Vidal, 1856); Don Jaime el Conquistador (Tarragona: Imprenta de Francisco Arís, 1856); i Tarragona Monumental (Tarragona: Imprenta de Arís y Jurnet, 1849), conjuntament amb Joan Francesc Albinyana i Borràs.
La ciutat de Reus té un quadre que el representa a la Galeria de fills il·lustres pintat per Ramon Vinyes, i el va nomenar fill il·lustre. També li ha dedicat un carrer.